# كاثلين ويب
كاثلين ويب (بالإنجليزية: Kathleen Webb)‏ هي كاتبة قصص مصورة ورسامة كارتون أمريكية، ولدت في 6 أكتوبر 1956 في بويالوب في الولايات المتحدة.